# Johann Georg Nef (Unternehmer, 1809)
Johann Georg Nef (* 25. Mai 1809 in Herisau; † 16. März 1887 ebenda; heimatberechtigt in Herisau) war ein Schweizer Textilunternehmer und Mitglied des Kleinen Rats, Landesseckelmeister und Landesstatthalter aus Kanton Appenzell Ausserrhoden. 

## Leben
Johann Georg Nef war ein Sohn von Johann Jakob Nef. Im Jahr 1852 heiratete er Elsbetha Roth, Tochter des Daniel Roth und Schwester des Johannes Roth. Eine zweite Ehe ging er 1835 mit Anna Katharina Zähner, Tochter des Johannes Zähner, ein. 
Von 1818 bis 1823 besuchte er in Herisau Privatunterricht. Anschliessend machte er einen Auslandsaufenthalt. Trotz Neigungen zu Medizin, Theologie und Kunst trat er ins väterliche Textilhandelshaus ein. 1848 ging es in seinen Besitz über. Er baute das Geschäft mittels Anlage von Lagern in Brüssel, Frankfurt am Main und Philadelphia aus. Im Jahr 1862 gab er die eigene Fabrikation auf. Von 1834 bis 1848 sass er im Gemeinderat in Herisau. Ab 1848 bis 1852 war er Mitglied im Kleinen Rat Ausserrhodens. Ab 1849 stand er diesem als Präsident vor. Von 1852 bis 1853 amtierte er als Landesseckelmeister und ab 1853 bis 1864 als Landesstatthalter. Von 1849 bis 1869 präsidierte er die Realschulkommission. Im Jahr 1843 gründete er einen Hilfsverein zur Unterstützung junger Leute bei der Erlernung eines Berufs. Von 1853 bis 1881 war er dessen Präsident. Von 1864 bis 1878 präsidierte er die Schutzaufsicht für entlassene Sträflinge. Nef engagierte sich für Erziehung und Gemeinnützigkeit. Als Unternehmer wie als Politiker orientierte er sich am Grundsatz ora et labora.